# Gare de Rohrbach-lès-Bitche
Gare de Rohrbach-lès-Bitche vasútállomás Franciaországban, Rohrbach-lès-Bitche településen.

## Vasútvonalak
Az állomást az alábbi vasútvonalak érintik:
- Haguenau–Hargarten - Falck-vasútvonal

## Kapcsolódó állomások
A vasútállomáshoz az alábbi állomások vannak a legközelebb: